# Tre skånska gruvorter
Tre skånska gruvorter är en bok bestående av berättelser, skrivna av ett flertal författare och sammanställd av Ernst Olsson. Boken utgavs av Bjuvs kommuns kulturnämnd i samarbete med Billesholmstraktens hembygdsförening och handlar om de tre gruvorterna Bjuv, Billesholm och Ekeby.